# Nicotiana obtusifolia
Espèce
Classification APG III (2009)
Nicotiana obtusifolia est une espèce de plante de la famille des Solanaceae, originaire du sud-ouest des États-Unis.

## Description morphologique

### Appareil végétatif
Cette plante herbacée de 30 à 90 cm de hauteur a des feuilles et tiges qui sont collantes au toucher. Les feuilles, plutôt larges, mesurent de 5 à 15 cm de longueur. Celles qui sont le plus bas sur la plante sont sagittées et portées par un court pétiole large, aplati, alors que celles situées plus haut sont sessiles et lancéolées.

### Appareil reproducteur

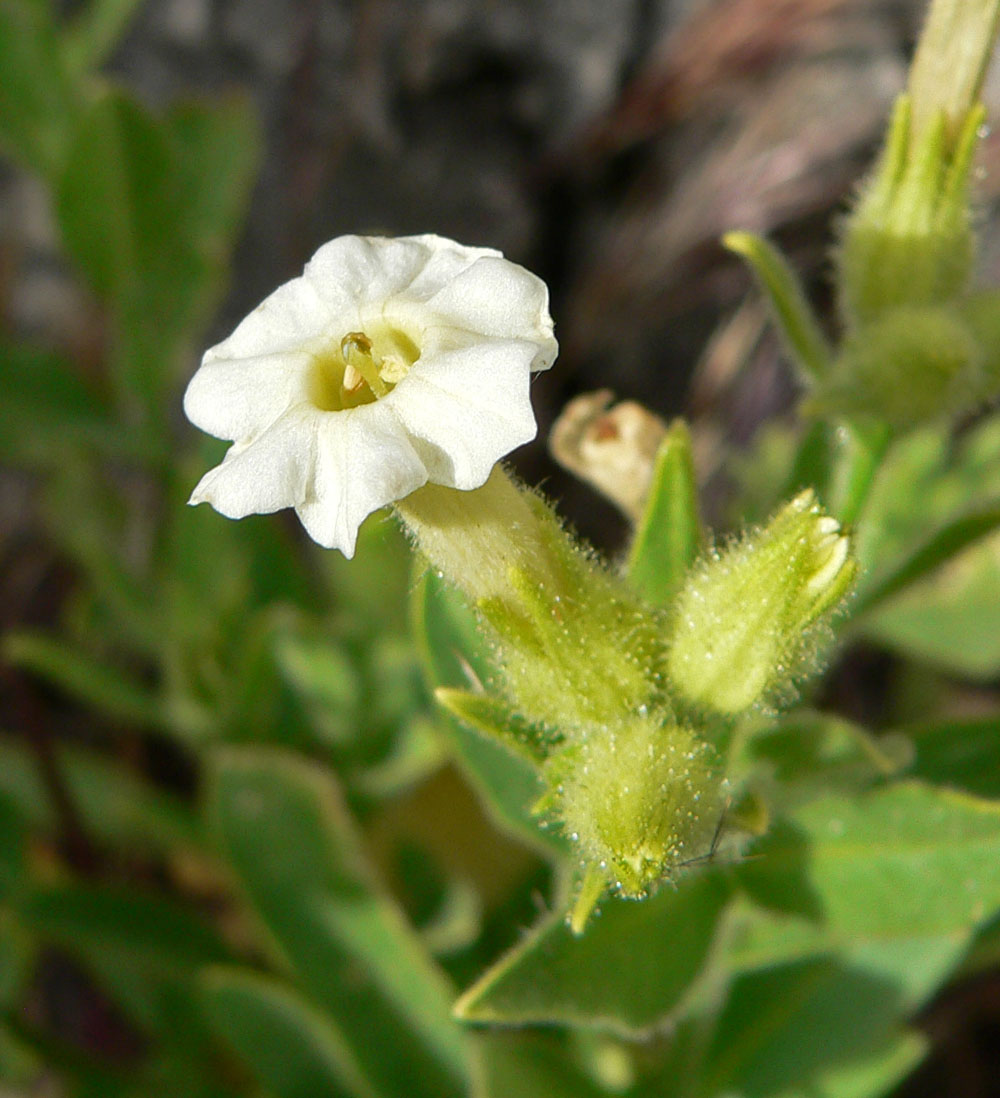
Détail d'une fleur de Nicotiana obtusifolia

La floraison a lieu de novembre à juin dans la partie ouest de son aire de répartition, et de mars à novembre dans la partie est.
L'inflorescence est une grappe ramifiée, peu dense, de fleurs blanches. Chaque fleur mesure de 1,3 à 2 cm de longueur. Le calice est constitué de 5 sépales soudés jusqu'à plus de la moitié de leur hauteur. Les pétales sont soudés et ont une forme de trompette à l'ouverture très évasée. Au niveau de cette ouverture, le tube se termine par 5 lobes peu échancrés, à extrémité pointue. Il y a 5 étamines.

## Répartition et habitat
Cette plante vit dans les zones sableuses et basses du sud-ouest américain.
Son aire de répartition s'étend du sud de la Californie et du Nevada, jusqu'à l'ouest du Texas et du Nouveau-Mexique.

## Rôle écologique
Nicotiana obtusifolia est une plante toxique, mais son odeur forte et son mauvais goût dissuade généralement les herbivores de la brouter.

## Nicotiana obtusifoliaet l'homme
Cette plante fut fumée par les américains hispanisants et l'est toujours par les Amérindiens, notamment au cours de cérémonies traditionnelles.